# Anoctus siamensis
Anoctus siamensis là một loài bọ cánh cứng trong họ Bọ hung (Scarabaeidae).